# (3216) Harrington
(3216) Harrington est un astéroïde de la ceinture principale.

## Description
(3216) Harrington est un astéroïde de la ceinture principale. Il fut découvert le 4 septembre 1980 à la station Anderson Mesa par Edward L. G. Bowell. Il présente une orbite caractérisée par un demi-grand axe de 2,40 UA, une excentricité de 0,30 et une inclinaison de 4,9° par rapport à l'écliptique.
Il est nommé d'après l'astronome américain Robert Sutton Harrington.

## Compléments